# すさみ南インターチェンジ
すさみ南インターチェンジ（すさみみなみインターチェンジ）は、和歌山県西牟婁郡すさみ町にある紀勢自動車道のインターチェンジである。2015年8月30日開通。
当初の予定では、建設中のすさみ串本道路が開通しても串本方面のランプは建設されず、田辺・和歌山方面出入口のみのハーフインターチェンジになる計画であったが、地元の要望もあり串本方面への入口が整備されることになった。ただし串本方面から来た車両の出口は設置されないため、紀勢道とすさみ串本道路を合わせて一体の高速道路と見たときに当ICは4分の3ICとなる予定である。
本州最南端の潮岬にも近く、2015年8月時点で本州最南のインターチェンジでもある。

## 道路
- 紀勢自動車道
- すさみ串本道路（事業中）

## 接続する道路
- 和歌山県道36号上富田すさみ線

## 歴史
- 2003年（平成15年）12月25日 : 第一回国土開発幹線自動車道建設会議の決定で、南紀白浜IC - すさみ南IC間が新直轄方式で事業化[6]。
- 2014年（平成26年）度 : すさみ串本道路が事業化[3]。
- 2015年（平成27年）
  - 5月28日 : IC名称を、「すさみIC」（仮称）から「すさみ南IC」に正式決定[2]。
  - 8月30日 : 紀勢自動車道・南紀白浜IC - すさみ南IC間 開通に伴い供用開始[1]。
- 2027年（令和9年）夏 : すさみ串本道路・すさみ南IC - 串本IC間 開通予定[7][8][9][10]。
- 未定 : 串本方面入口 供用開始予定[4]。

## 周辺
- 道の駅すさみ（2015年9月開駅[11]）
- すさみ町立エビとカニの水族館
- 江住駅（JR西日本紀勢本線）
- すさみ町立江住小・中学校

## 料金所
新直轄方式（無料区間）のため、料金所は設置されていない。

## 隣
E42 紀勢自動車道
(38)すさみIC - (39)すさみ南IC
E42 すさみ串本道路
すさみ南IC - 和深IC（事業中）